# House edge
House Edge (výhoda domu, kasina) je hodnota udávaná v procentech, která ukazuje, jak velkou výhodu má kasino v dané hře nad hráčem. Čím vyšší je hodnota HE, tím je hra výhodnější pro kasino a opačně. Každá z her má svou vlastní hodnotu. 

## Rozdílná House Edge
Hazardní hry poskytují kasinu dlouhodobou výhodu nad hráči a tím i zisk, ale zároveň hráči nabízí možnost krátkodobé výhry. Kasina nabízejí velké množství her, některé jsou výhodné pro kasino, u některých je hodnota House Edge téměř zanedbatelná.
Dalším typem jsou hry, u kterých se dá výhoda kasina téměř smazat a v několika málo případech i přesunout na stranu hráče. Jedná se o hry, u kterých je nezbytné velmi dobře zvládat a také striktně dodržovat perfektní strategii. U těchto her záleží na zkušenostech a umění hráče. 

## Hodnota House Edge
Výhoda kasina představuje dlouhodobou výhodu kasina nad hráči. Její výpočet (pro libovolnou hru) je snadný:
Výhoda kasina = 100 % - výhernost.
Na následujícím příkladu je uveden výpočet House Edge pro americkou ruletu, který činí 5,26 %. U této hry je výpočet velmi snadný, ovšem pro ostatní hry se jedná o složité matematické operace s využitím počítačů.
U americké rulety (38 čísel včetně 0 a 00) je šance na výhru 37:1. Pokud tedy vsadíte 1$ na libovolné číslo a vyhrajete, dostanete dalších 35$. Celkem tedy 36. Rozdíl mezi počtem čísel a případnou výhrou je tedy dva, což je v podstatě výhoda kasina. A to je přesně výše zmíněných 5,26 %.
Mezi hry s nejvyšší výhodou kasina patří Keno, s hodnotou House Edge 25 %, výherní automaty (slots) s proměnnou hodnotou kolem 15 % a také třeba americká ruleta s 5,26 %.
Na druhé straně stojí hry s velmi malou výhodou pro kasino. Patří mezi ně Pai gow poker s 1,46 % a dvě velmi oblíbené hry Baccarat s 1,06-1,24 % a Blackjack s 0,24 %.  